# Europa germânica

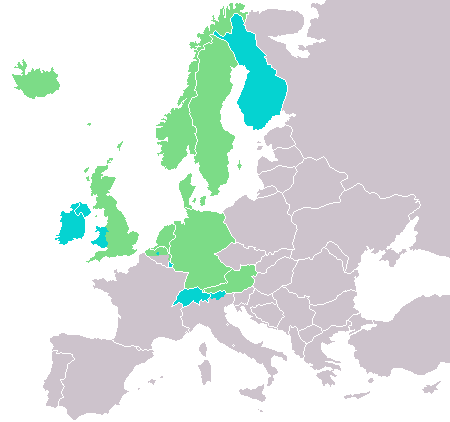
Países onde somente línguas germânicas são oficiais.
Países onde a língua germânica é cooficial.

Europa germânica é uma região em que estão presentes a maior parte dos falantes das línguas germânicas e os povos descendentes dos germânicos. Nessa parte da Europa, estão situados:
- Alemanha, Áustria, Listenstaine, Países Baixos, Luxemburgo e Inglaterra são países germânicos ocidentais.
- Dinamarca, Islândia, Noruega e Suécia são países germânicos setentrionais.
- Bélgica (Flandres), Finlândia, Irlanda, Escócia, País de Gales, Luxemburgo e Suíça (Suíça alemã) são países parcialmente germânicos.